# Lacadena n.º 228
Lacadena n.º 228 es un municipio rural canadiense situado en la provincia de Saskatchewan.

## Superficie
Lacadena n.º 228 tiene una superficie de 1896,92 km².

## Demografía
En 2021, tenía 787 habitantes, una densidad poblacional de 0,4 hab./km², y 613 viviendas.